# Tephrina tschangkubia
Tephrina tschangkubia là một loài bướm đêm trong họ Geometridae.